# Marquisat de Piedra Blanca de Guana
Pour les articles homonymes, voir Guana (homonymie).
La marquisat de Piedra Blanca de Guana y Guanilla était un titre nobiliaire créé en 1697 dans le Chili colonial.
Le premier marquis est don Pedro de Cortés-Monroy, à qui le titre est donné le 31 décembre 1697 par le roi Charles II d'Espagne au Chili comme un titre du sang et droit d'aînesse a tout descendant Cortés-Monroy[réf. nécessaire].
Les grandes propriétés du Cortés-Monroy au Chili et en Argentine sont situés dans le district de La Serena.
En 1934 Clara Largarde-Salignac Cortés-Monroy de Balboa, famille du Talca, Chili, est reconnue comme marquise de Piedra Blanca de Guana par décret royal publié dans le Boletín Oficial de España[réf. nécessaire].